# San Marcos Tulijá
San Marcos Tulijá är en ort i Mexiko.   Den ligger i kommunen Chilón och delstaten Chiapas, i den sydöstra delen av landet, 800 km öster om huvudstaden Mexico City. San Marcos Tulijá ligger 196 meter över havet och antalet invånare är 162.
Terrängen runt San Marcos Tulijá är huvudsakligen kuperad, men åt sydväst är den bergig. San Marcos Tulijá ligger nere i en dal som går i öst-västlig riktning. Runt San Marcos Tulijá är det ganska tätbefolkat, med 54 invånare per kvadratkilometer. Närmaste större samhälle är Río Jordán, 2,7 km väster om San Marcos Tulijá. I omgivningarna runt San Marcos Tulijá växer i huvudsak städsegrön lövskog.